# Allopauropus pseudomahafalus
Allopauropus pseudomahafalus är en mångfotingart som beskrevs av Paul Auguste Remy och Rollet 1960. Allopauropus pseudomahafalus ingår i släktet småfåfotingar, och familjen fåfotingar. Inga underarter finns listade i Catalogue of Life.